# Pseudosparna ubirajara
Pseudosparna ubirajara es una especie de escarabajo longicornio del género Pseudosparna, categorizada en la tribu Acanthocinini, de la subfamilia Lamiinae. Fue descrita por Dalens & Touroult en 2015.
Mide 6,5 mm de longitud. Se distribuye por América del Sur: Guayana Francesa.